# Singløy
Singløy est une île de la commune de Hvaler , dans le comté d'Østfold en Norvège.

## Description
L'île de 2,2 km2 se trouve dans l'Oslofjord extérieur, la plus au nord de l'archipel de Hvaler, au nord de Kirkøy. Elle est proche de Sarpsborg (Comté d'Østfold) sur le continent.
L'île ne possède pas de liaison par ferry. Couverte de forêt, elle abrite des maisons de vacances. Il y a toujours des résidents permanents.